# Caprimulgiformes
Els caprimulgiformes (Caprimulgiformes) són un ordre d'ocells de costums nocturns, plomatge suau, com els dels estrígids, i de vol silent. En canvi, emeten un cant molt penetrant, que s'escolta a la nit. Tenen el plomatge altament críptic i es camuflen a terra, entre les branques dels arbres o entre la fullaraca. El seu nom científic remet a la llegenda popular i creença errònia que xuclen la llet de les cabres.

## Morfologia
Tenen els ulls grans, la cua i les ales llargues, els peus petits i una obertura de boca enorme acabada en un bec diminut. Utilitzen la gran boca a manera de xarxa per a caçar insectes al vol. Al voltant de la boca tenen una sèrie de pèls rígids. Tenen les potes petites i, en conjunt, són d'una coloració semblant a la de la terra, amb la qual es confonen perfectament.

## Costums
Algunes espècies passen l'hivern en estat letàrgic, fenomen excepcional entre els ocells.

## Observacions
La majoria de famílies d'aquest ordre són tropicals. Només hi ha una família als Països Catalans, el dels caprimúlgids, que són representats a casa nostra per l'enganyapastors i el siboc, que només ens arriben a l'estiu, mentre que hivernen a l'Àfrica. Rarament, ens arriba com a divagant l'enganyapastors egipci (Caprimulgus aegyptius).